# Pero ambusta
Pero ambusta är en fjärilsart som beskrevs av Louis Beethoven Prout 1910. Pero ambusta ingår i släktet Pero och familjen mätare. Inga underarter finns listade i Catalogue of Life.